# The Secrets of the Black Arts
| Оценки критиков | Оценки критиков |
| Источник        | Оценка          |
| --------------- | --------------- |
| About.com       | [ 1 ]           |
| Allmusic        | [ 2 ]           |

The Secrets of the Black Arts — дебютный студийный альбом шведской группы Dark Funeral, вышедший в 1996 году.

## Об альбоме
Первоначально композиции альбома были записаны в Unisound Studios, однако звучание альбома не понравилось участникам группы и композиции были заново перезаписаны в Abyss Studio. В 2007 году альбом был переиздан лейблом Regain Research Records лимитированным тиражом в 3000 экземпляров вместе с бонус диском, который включал оригинальные композиции студийной сессии в Unisound Studios. Композиция под номером 10 является кавер-версией одноимённой композиции американской группы Von с их демозаписи 1992 года Satanic Blood.

## Список композиций
1. «The Dark Age Has Arrived (Intro)» - 00:16
2. «The Secrets of the Black Arts» - 03:42
3. «My Dark Desires» - 03:47
4. «The Dawn No More Rises» - 04:00
5. «When Angels Forever Die» - 04:07
6. «The Fire Eternal» - 03:55
7. «Satan's Mayhem» - 04:54
8. «Shadows Over Transylvania» - 03:41
9. «Bloodfrozen» - 04:21
10. «Satanic Blood» (кавер-версия Von) - 02:11
11. «Dark Are the Paths to Eternity (A Summoning Nocturnal)» - 05:59

### Бонус-диск[3]
1. «Shadows Over Transylvania»
2. «The Dawn No More Rises»
3. «The Secrets of the Black Arts»
4. «Satan's Mayhem»
5. «Bloodfrozen»
6. «My Dark Desires»
7. «Dark Are the Path to Eternity (A Summoning Nocturnal)»
8. «The Fire Eternal»

## Участники записи
- Lord Ahriman - гитара
- Blackmoon - гитара, вокал на композиции «Satanic Blood»
- Themgoroth - бас, вокал
- Equimanthorn - ударные